# BAE Systems Military Air & Information

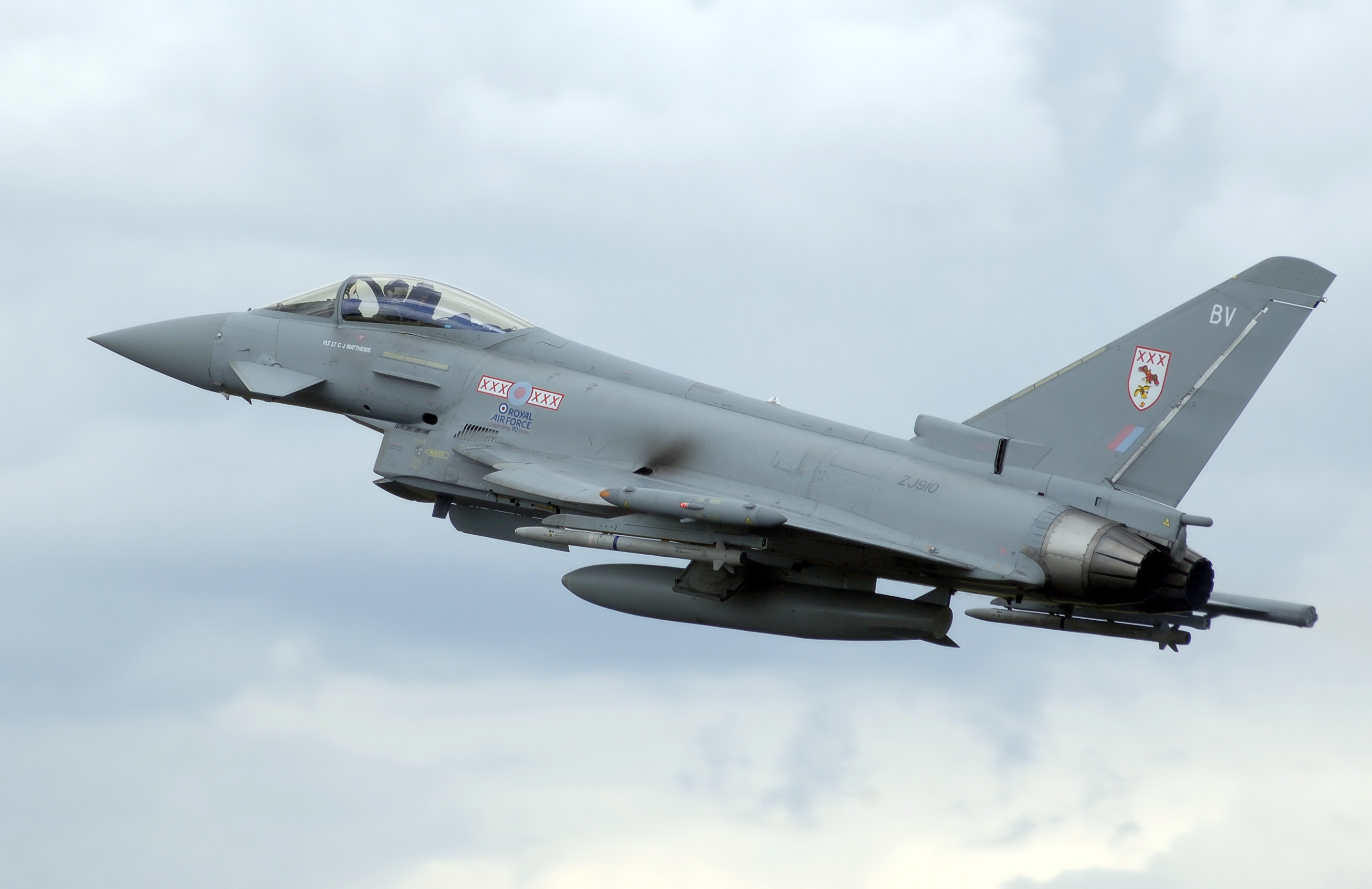
A MAI montou os Eurofighter Typhoon da Real Força Aérea.

BAE Systems Military Air & Information (MAI) é uma unidade de negócios da empresa de defesa britânica BAE Systems responsável pelo projeto, desenvolvimento, fabricação e suporte de aeronaves militares de asa fixa.